# کوئنتین اوتون
کوئنتین اوتون (انگلیسی: Quentin Othon؛ زادهٔ ۲۷ مارس ۱۹۸۸) بازیکن فوتبال اهل فرانسه است.
از باشگاه‌هایی که در آن بازی کرده‌است می‌توان به باشگاه فوتبال نانت، باشگاه فوتبال استراسبورگ، و باشگاه فوتبال تروا اشاره کرد.
وی همچنین در تیم‌های ملی فوتبال France national under-16 football team، زیر ۱۷ سال فرانسه، زیر ۱۸ سال فرانسه، زیر ۱۹ سال فرانسه، و زیر ۲۱ سال فرانسه بازی کرده‌است.